# Saltos ornamentais nos Jogos Pan-Americanos de 2019 - Plataforma de 10 m individual masculino
A competição da plataforma de 10 m individual masculino é um dos eventos dos saltos ornamentais nos Jogos Pan-Americanos de 2019, em Lima. Foi disputada no Centro Aquático Nacional no dia 5 de agosto de 2019. 

## Calendário
Horário local (UTC-5).
| Data        | Horário | Fase         |
| ----------- | ------- | ------------ |
| 5 de agosto | 10:00   | Preliminares |
| 5 de agosto | 20:37   | Finais       |

## Medalhistas
| Ouro   | MEX Kevin Berlin     |
| Prata  | MEX Iván García      |
| Bronze | CAN Vincent Riendeau |

## Resultados
| Posição           | Saltador              | Nacionalidade            | Preliminares | Preliminares | Final  | Final   |
| Posição           | Saltador              | Nacionalidade            | Pontos       | Posição      | Pontos | Posição |
| ----------------- | --------------------- | ------------------------ | ------------ | ------------ | ------ | ------- |
| Medalha de ouro   | Kevin Berlin          | MEX México               | 412.50       | 8            | 500.35 | 1       |
| Medalha de prata  | Iván García           | MEX México               | 453.90       | 2            | 497.55 | 2       |
| Medalha de bronze | Vincent Riendeau      | CAN Canadá               | 424.85       | 4            | 462.70 | 3       |
| 4                 | Rafael Quintero       | PUR Porto Rico           | 413.75       | 7            | 449.45 | 4       |
| 5                 | Steele Johnson        | USA Estados Unidos       | 468.50       | 1            | 448.55 | 5       |
| 6                 | Nathan Zsombor-Murray | CAN Canadá               | 422.35       | 5            | 433.00 | 6       |
| 7                 | José Ruvalcaba        | DOM República Dominicana | 375.85       | 10           | 420.00 | 7       |
| 8                 | Isaac Filho           | BRA Brasil               | 415.70       | 6            | 406.45 | 8       |
| 9                 | Jeinkler Aguirre      | CUB Cuba                 | 387.35       | 9            | 394.15 | 9       |
| 10                | Sebastián Villa       | COL Colômbia             | 437.35       | 3            | 392.40 | 10      |
| 11                | Kawan Figueredo       | BRA Brasil               | 369.00       | 11           | 384.90 | 11      |
| 12                | Víctor Ortega         | COL Colômbia             | 358.35       | 12           | 374.10 | 12      |
| 13                | Benjamin Bramley      | USA Estados Unidos       | 355.20       | 13           |        |         |
| 14                | Oscar Ariza           | VEN Venezuela            | 332.20       | 14           |        |         |
| 15                | Yusmandy Paz          | CUB Cuba                 | 317.90       | 15           |        |         |
| 16                | Jesus Gonzalez Reyes  | VEN Venezuela            | 264.80       | 16           |        |         |